# Boligministre fra Danmark
Der har været danske boligministre i perioden 1947 til 2001 og igen fra 2011.
I 1999–2001 var titlen by- og boligminister, idet ministeriets navn ændres til By- og Boligministeriet. 
I 2011–2015 var titlen Minister for by, bolig og landdistrikter. Fra 2015 hedder det Udlændinge-, integrations- og boligminister. Fra november 2016 blev det til 'Transport- og Bygnings og Boligminister'
| Boligminister            | Parti                       | Tiltrædelse   | Afgang      | Regeringer                                                        |
| ------------------------ | --------------------------- | ------------- | ----------- | ----------------------------------------------------------------- |
| Johannes Kjærbøl         | Socialdemokratiet           | 1947          | 1950        | Regeringen Hans Hedtoft I                                         |
| Aksel Møller             | Det Konservative Folkeparti | 1950          | 1953        | Regeringen Erik Eriksen                                           |
| Johannes Kjærbøl         | Socialdemokratiet           | 1953          | 1957        | Regeringen Hans Hedtoft II & Regeringen H.C. Hansen I             |
| Kaj Bundvad              | Socialdemokratiet           | 1957          | 1960        | Regeringen H.C. Hansen I & II samt Regeringen Viggo Kampmann I    |
| Carl P. Jensen           | Socialdemokratiet           | 1960          | 1964        | Regeringen Viggo Kampmann I & II samt Regeringen Jens Otto Krag I |
| Kaj Andresen             | Socialdemokratiet           | 1964          | 1968        | Regeringen Jens Otto Krag II                                      |
| Aage Hastrup             | Det Konservative Folkeparti | 1968          | 1971        | Regeringen Hilmar Baunsgaard                                      |
| Helge Nielsen            | Socialdemokratiet           | 1971          | 1973        | Regeringen Jens Otto Krag III & Regeringen Anker Jørgensen I      |
| Svend Jakobsen           | Socialdemokratiet           | 1973          | 1973        | Regeringen Anker Jørgensen I                                      |
| Johan Philipsen          | Venstre                     | 1973          | 1975        | Regeringen Poul Hartling                                          |
| Helge Nielsen            | Socialdemokratiet           | 1975          | 1977        | Regeringen Anker Jørgensen II                                     |
| Svend Jakobsen           | Socialdemokratiet           | 1977          | 1977        | Regeringen Anker Jørgensen II                                     |
| Ove Hove                 | Socialdemokratiet           | 1977          | 1978        | Regeringen Anker Jørgensen II & III                               |
| Erling Olsen             | Socialdemokratiet           | 1978          | 1982        | Regeringen Anker Jørgensen III, IV & V                            |
| Niels Bollmann           | Centrum-Demokraterne        | 1982          | 1986        | Regeringen Poul Schlüter I                                        |
| Thor Pedersen            | Venstre                     | 1986          | 1987        | Regeringen Poul Schlüter I                                        |
| Flemming Kofod-Svendsen  | Kristeligt Folkeparti       | 1987          | 1988        | Regeringen Poul Schlüter II                                       |
| Agnete Laustsen          | Konservative Folkeparti     | 1988          | 1990        | Regeringen Poul Schlüter III                                      |
| Svend Erik Hovmand       | Venstre                     | 1990          | 1993        | Regeringen Poul Schlüter IV                                       |
| Flemming Kofod-Svendsen  | Kristeligt Folkeparti       | 1993          | 1994        | Regeringen Poul Nyrup Rasmussen I                                 |
| Ole Løvig Simonsen       | Socialdemokratiet           | 1994          | 1998        | Regeringen Poul Nyrup Rasmussen II & III                          |
| Jytte Andersen           | Socialdemokratiet           | 1998          | 2000        | Regeringen Poul Nyrup Rasmussen IV                                |
| Lotte Bundsgaard         | Socialdemokratiet           | 2000          | 2001        | Regeringen Poul Nyrup Rasmussen IV                                |
| Carsten Hansen           | Socialdemokratiet           | 2011          | 2014        | Regeringen Helle Thorning-Schmidt I                               |
| Carsten Hansen           | Socialdemokratiet           | 2014          | 2015        | Regeringen Helle Thorning-Schmidt II                              |
| Inger Støjberg           | Venstre                     | 2015          | 2016        | Regeringen Lars Løkke Rasmussen II                                |
| Ole Birk Olesen          | Liberal Alliance            | 2016          | 2019        | Regeringen Lars Løkke Rasmussen III                               |
| Kaare Dybvad             | Socialdemokratiet           | 27. juni 2019 | 2. maj 2022 | Regeringen Mette Frederiksen                                      |
| Christian Rabjerg Madsen | Socialdemokratiet           | 2. maj 2022   |             | Regeringen Mette Frederiksen                                      |